# Elena Lago
María Elena Lago Canzobre (1952) es una botánica y profesora española. Desarrolla actividades académicas y científicas en el Instituto Universitario de Geología Isidro Parga Pondal, de la Universidad de La Coruña.

## Publicaciones
- paz González, elena lago Canzobre. 1994. Estudio del perfil del suelo en el campo. Enseñanza de las ciencias de la tierra: Rev. de la Asociación Española para la Enseñanza de las Ciencias de la Tierra 2 (extra 1): 212 - 213, ISSN 1132-9157 (ejemplar dedicado al VIII Simposio sobre Enseñanza de la Geología, Córdoba, septiembre de 1994)

- elena lago Canzobre, margarita pérez Froiz, luís alberto samartín Bienzobas, teresa blanco Blanco. 1989. Aportación a la flora de Finisterre (A Coruña). Boletín auriense tomos 18-19: 341 - 369 ISSN 0210-8445

- -----------------------------. 1989. Números cromosomáticos de plantas occidentales. An. J.Bot. Madrid 45 (2 ): 521-526 en línea

### Libros
- luís alberto samartín Bienzobas, elena lago Canzobre. 1998. Guía da flora do litoral galego. Vigo: Edicións Xerais de Galicia. ISBN 84-8302-148-X

- elena lago Canzobre, santiago Castroviejo. 1993. Estudio citotaxonómico de la flora de las costas gallegas. Vol. 3 de Cadernos da Área de Ciencias Biolóxicas, Compostela Seminario de Estudos Galegos Santiago Área de Ciencias Biolóxicas. Edición ilustrada de Ediciós do Castro, 215 pp. ISBN 84-7492-647-5

- La abreviatura «Lago» se emplea para indicar a Elena Lago como autoridad en la descripción y clasificación científica de los vegetales.[3]